# Cherkaoui (Zaouia)
Die Cherkaoui (auch Cherqaoui oder Sherqawi) waren eine marokkanische Sufi-Bruderschaft (zaouia) in der Stadt Bejaâd (oder Boujad) im Norden der Tadla-Ebene. Auch in anderen Gegenden des Landes verfügt die Bruderschaft über zahlreiche Anhänger; sie existiert noch heute.

## Geschichte
Die Bruderschaft wurde zu Beginn des 16. Jahrhunderts von Sidi Bouabid Charki gegründet; sie spielte jedoch lange Zeit keine bedeutende Rolle. Bis zum Tod von Mulai al-Hassan I. (1894) gab es seitens der Sultansregierung (makhzen) keine größeren Auseinandersetzungen mit dem damaligen Cherkaoui-Oberhaupt Sidi al-Hadsch al-Arbi. Unter dem nachfolgenden Sultan, dem minderjährigen Abd al-Aziz, kam es zum Streit um die Thronfolge. Einige Mitglieder am Hof rebellierten gegen den Sultan und waren den Cherkaoui gegenüber feindselig eingestellt. Als dessen Bruder und Widersacher Mulai Abd al-Hafiz im Jahr 1908 an die Macht kam, verloren die Cherkaoui ihre Unterstützung am Sultanshof. Sie hatten jedoch bereits soviel Macht, dass sie den bisher vom Sultan ernannten Qādī der Stadt selbst bestimmen konnten. Im Gegenzug verpflichteten sich die Cherkaoui, die Interessen des Sultans bei bestimmten Gelegenheiten zu vertreten. Allgemein pflegten die Cherkaouis in Bejaâd im Grenzbereich zwischen dem Makhzen und den Stammesgebieten zu beiden wechselnde Beziehungen. Mit Beginn der Kolonialherrschaft bauten sie Beziehungen zu den Franzosen auf. Im Jahr 1913 installierte die Kolonialmacht einen Militärposten in Bejaâd. Zu dieser Zeit gab es zwei verfeindete Cherkaoui-Führer (die Arbawi- und die Zawiya-Abstammungsgruppe), die über denselben Stamm herrschten. Beide wurden die wichtigsten Verbündeten der Franzosen in der nördlichen Tadla-Ebene und erhielten im Jahr 1912 als „Freunde Frankreichs“ das Recht zugesprochen, den Kadi (Arbawi-Fraktion) und den Kaid (Stammesführer während der Protektoratszeit, Zawiya-Fraktion) zu bestimmen.

## Finanzierung
Die Cherkaoui-Bruderschaft gelangte durch Spenden von Pilgern, den Handel mit der Sultansregierung und durch landwirtschaftliche Erträge zu Reichtum. Das meiste Land gehörte einzelnen Cherkaoui-Familien; davon waren der größte Teil bewässerte Gärten, die von Sklaven bewirtschaftet wurden. Die Bevölkerung bezahlte ihre Steuern an das Oberhaupt (Repräsentant, mqaddem) der Cherkaoui, als religiöse Armensteuer zakāt und als aschur (von arabisch „zehn“, eine vom Sultan genehmigte öffentliche Steuer entsprechend dem Zehnt) an einen bestimmten Marabout. Dafür waren die Bewohner von Bejaâd (oder Boujad) nicht, wie im Sultansland üblich, zu Corvée-Arbeit oder militärischen Diensten verpflichtet.

## Moussem
Jedes Jahr Anfang September wird eine kollektive Pilgerfahrt (moussem, arabisch mausim, Pl. mawāsim) zu den Heiligengräbern (qubbas) in Bejaâd veranstaltet. Individuell können Pilger zu jeder Zeit den heiligen Stätten einen Besuch (ziyāra, Pl. ziyārāt) abstatten. Dabei lassen sie Gaben oder Geldspenden zurück und erhalten dafür etwas von der Segenskraft (baraka) des heiligen Ortes oder der heiligen Person (wali). Die Moussems werden mit Prozessionen und Gesangsveranstaltungen inszeniert. Die Pilgerzeit dauert einen Monat, Die traditionelle Anreise erfolgt mit Eseln, Pferden und Zelten, größere Entfernungen werden mit Reisebussen zurückgelegt. Jede Reisegruppe hält sich etwa drei bis vier Tage in der Stadt auf. Im September 1969 kamen in zwei Wochen geschätzte 25.000 Pilger.